# 尤里·米谢里亚科夫
尤里·尼古拉耶维奇·米谢里亚科夫（羅馬化：Yuriy Nikolayevich Mishcheryakov；1945年1月1日—）是俄罗斯政治人物，第七届国家杜马议员。他也曾于2000年至2015年间曾担任奥伦堡市长。